# Consumer-to-consumer
Consumer-to-consumer (C-2-C) é uma referência ao comércio eletrônico que se desenvolve entre usuários pessoas físicas da Internet. Atualmente considera-se a "terceira onda" do comércio eletrônico. Neste caso, diferente do comércio entre empresas e empresa e consumidor, o comércio de bens ou serviços não envolve produtores e sim consumidor final com consumidor final caracterizando o modelo de comércio chamado "Um para Um".
Esse tipo de transação entre consumidores está associado a transações diretas, em grande parte com a ajuda (ou intermediação) de alguma empresa ou comunidade online que fornece auxílio técnico ou administrativo. As empresas que facilitam essa transação geralmente ganham uma comissão em cima de cada leilão ou uma taxa única de transação. Esses sites são apenas intermediários e não se envolvem na qualidade do produto ou não influenciam nos valores dos produtos. Além disso não responsabilizam pelo conteúdo dos anúncios nem pelos produtos.
Este tipo de comércio possui as seguintes vantagens:
1. Diminuir os custos de publicação e divulgação.
2. O gerenciamento de venda e compra dos consumidores é facilitado por sistemas fornecidos pelos intermediários.
3. É passível de um contato direto com o vendedor que pode customizar o produto ou negociar as formas de pagamento.

Também possui as seguintes desvantagens:
1. O vendedor muitas vezes não oferece garantias ou documentação legal sobre o produto. Uma vez que os produtos em sua grande maioria são usados ou o vendedor não possui peças de reposição.
2. O vendedor também não possui controle direto sobre os meios de entrega. Normalmente é utilizado um empresa terceirizada, privada ou estatal.
3. Toda a negociação é baseada em confiança ou através de métricas definidas pelo intermediário. Caso haja algum problema, em primeira instância, cabem ao vendedor e o comprador resolverem algum impasse ou problema.

Um grande exemplo desse tipo de transação são os leilões online, como Ebay e o Mercado Livre (empresa). Mensalmente, cerca de um milhão de transações são concretizadas na plataforma da empresa e, em 2005, as vendas superaram U$ 300 milhões, cerca de 10% das vendas B2C de bens de consumo on-line no Brasil. Os leilões online funcionam da seguinte forma: o consumidor coloca o seu produto para venda, muitas vezes com um valor mínimo, e outros consumidores acessando o sistema intermediário, dão ofertas maiores para aquele produto. Quem dar o maior lance, num prazo determinado, leva o produto. As comunidades de comércio online que giram em torno de um determinado nicho de produtos normalmente através de fóruns onde usuários utilizam posts para publicar os produtos ou serviços e realizar a negociação.